# 2011 EO40
2011 EO40 — малое небесное тело, открытое 10 марта 2011 года в обсерватории Маунт-Леммон, США. Принадлежит группе аполлонов и группе околоземных астероидов. По составу — хондрит. Вероятно, представляет собой слабосвязанный конгломерат тел («кучу щебня»).
Согласно последним исследованием, именно от него в отдалённом прошлом мог отделиться метеорит, упавший в районе Челябинска в феврале 2013 года.